# 마드리드 공과대학교
마드리드 공과대학교(스페인어: Universidad Politécnica de Madrid, UPM)는 스페인의 마드리드에 위치한 국립 대학으로 카탈루냐 공과대학교(UPC), 발렌시아 공과대학교(UPV)와 함께 스페인의 3대 공과대학교 네트워크(Unión de Politécnica) UP3를 결성하고 있는 국립 공과대학교이다.
1800년대에 생겨난 건축, 엔지니어링 관련 학교들의 합병을 통해 1971년 설립하였으며 학생 수는 35,000여명이다. 2008년 5월 <El Mundo>의 발표에 따르면 스페인 최고 공과대학으로 랭크되어 있다. 오랜 기간 동안 공학분야계를 선도하고 있다. 유럽 상위 공과대학 네트워크인 T.I.M.E.(Top Industrial Managers for Europe)에 소속되어 있다. 2013년 유럽 대학 순위(Top 100 Universities and Colleges in Europe)에서 공학대학 중 10위에 랭크되었다.

## 교육
마드리드 공과대학교에서 제공하는 학위 리스트는 크게 다음과 같이 나눌 수 있다.
- 항공 우주 공학 ( INGENIERIA Aeroespacial )
- 농업 공학 ( INGENIERIA Agronómica )
- 건축 ( Arquitectura )
- 화학 공학 ( INGENIERIA Química )
- 컴퓨터 과학, 소프트웨어 공학, 하드웨어 공학 및 정보 시스템 ( Ingeniería en Informática )
- 토목 공학 ( Ingeniería de Caminos, Canales y Puertos )
- 전자, 정보 기술 및 통신 공학 ( Ingeniero de Telecomunicación )
- 지질 공학 ( Ingeniero Geólogo )
- 산업 및 전기 공학 ( Ingeniería Industrial )
- 산림 공학 ( Ingeniería de Montes )
- 광산 공학 ( Ingeniería de Minas )
- 조선 공학 ( Ingeniería Naval )
- 신체활동 및 스포츠 과학 ( Ciencias de la Actividad Física y del Deporte )

## 출신 인물
- 축구선수 후안마타

## 자료 출처
- E-USOC[모호한 표현]
- CeSViMa[모호한 표현]
- Fundación Universidad[모호한 표현]
- INEF - UPM
- Universidad Politécnica de Madrid